# Žďár nad Sázavou (nádraží)
Žďár nad Sázavou je železniční stanice ve Žďáru nad Sázavou. Ve stanici se nachází tři nástupiště celkem s pěti nástupištními hranami, stanice se nachází v nadmořské výšce 585 m n. m. Stanice je druhou nejfrekventovanější stanicí v kraji Vysočina v počtu přepravených cestujících (po Havlíčkově Brodu).[zdroj?] Zprovozněna byla v roce 1953 společně s novou tratí Brno – Havlíčkův Brod, kdy sem byla zaústěna i trať z Tišnova přes Nové Město na Moravě. Původní žďárské nádraží, nacházející se 500 m severozápadně od nové stanice, v ulici Strojírenské, bylo nadále dočasně využíváno pro nákladní dopravu a do tamní výtopny zajížděly lokomotivy ke zbrojení.

## Popis
Stanice se nachází společně s autobusovým nádražím v poloze mezi širším centrem města a areálem podniku ŽĎAS, jehož vlečka je do stanice zapojena. Staniční budova slouží zároveň jako zázemí autobusového nádraží, které je obsluhováno linkovou autobusovou dopravu (příměstské a dálkové linky) i MHD Žďár nad Sázavou. Stanice je zabezpečena reléovým zabezpečovacím zařízením  AŽD 71 se světelnými návěstidly s rychlostní návěstní soustavou. Ke zjišťování volnosti kolejových úseků slouží kolejové obvody, volnost dvojité kolejové spojky na ostrovském zhlaví stanice vyhodnocují počítače náprav.[zdroj?] Stanice je obsazena výpravčím, dozorcem výhybek a operátorem železniční dopravy[zdroj?]. Cestujícím slouží dvě ostrovní nástupiště a jedno nástupiště vnější, které je bezbariérově přístupné z nádražní haly. Přístup na ostrovní nástupiště je umožněn prostřednictvím podchodu a výtahů. Podchod ústí přímo do nádražního vestibulu.[zdroj?]

## Doprava
Ve stanici zastavují všechny vlaky osobní dopravy, rychlíky, spěšné vlaky a osobní vlaky (v době výluky trati přes Českou Třebovou ukončené v červnu 2023 vlaky kategorie EuroCity stanici projížděly, všechny expresy dopravce RegioJet zastavovaly). Organizace dopravy v roce 2022 byla taková, že ve stanici osobní vlaky začínaly nebo končily jízdu a tranzitující cestující proto museli přestoupit.

## Budova
Nádražní budovu projektoval brněnský architekt František A. Krejčí a byla realizována národním podnikem Pozemní stavby Brno v letech 1963–1964. Výtvarná výzdoba je dílem brněnského výtvarníka Bohumíra Matala. V letech 2011–2012 stanice prošla kompletní rekonstrukcí, v roce 2013 byla dokončena rekonstrukce Autobusového nádraží.[zdroj?]

## Tratě

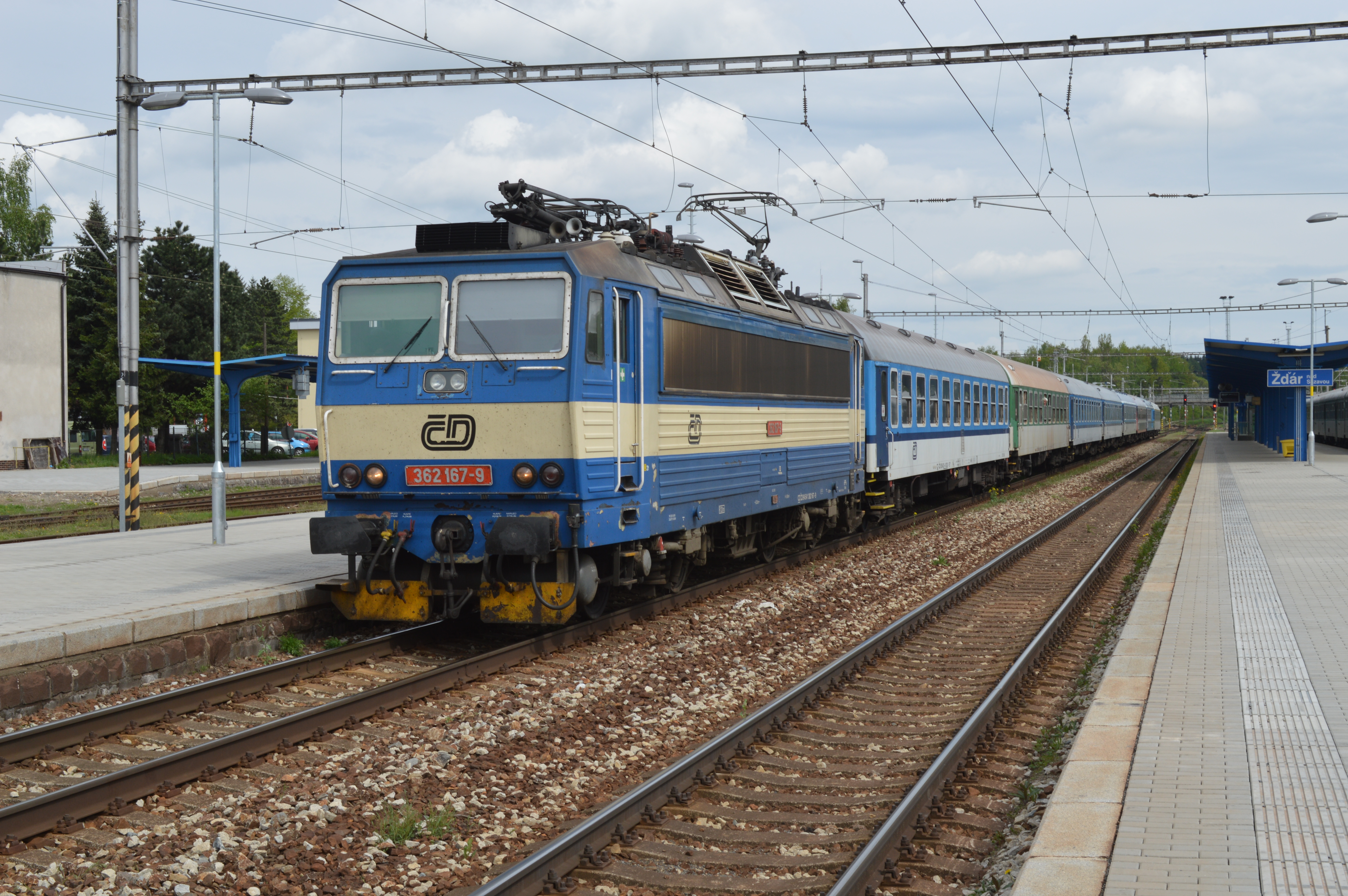
Vlak ve stanici

- Trať 250 (Praha – Kolín – Havlíčkův Brod – Žďár nad Sázavou – Brno – Břeclav – Kúty) a zpět
- Trať 256 (Žďár nad Sázavou – Nové Město na Moravě – Bystřice nad Pernštejnem – Tišnov) a zpět

## Nástupiště
- nástupiště I. – obvykle používáno pro spěšné vlaky a osobní vlaky na trati 256
- nástupiště II. – obvykle používáno pro rychlíky ve směru Brno –Praha, pro osobní vlaky ze směru (Kolín ) – Havlíčkův Brod a zpět
- nástupiště III. – obvykle používáno pro rychlíky ve směru Praha–Brno, pro osobní vlaky ze směru Křižanov a zpět

## Služby
Rozsah poskytovaných služeb pro oblast přepravy cestujících:
- Ve stanici je elektronický výdej jízdních dokladů
- Stanice je vybavena pro sluchově postižené
- Ve stanici je úschovna zavazadel
- Ve stanici je úschovna kol a půjčovna kol
- Ve stanici je ČD Centrum
- Stanice je vybavena mobilní zvedací plošinou k nakládání a vykládání cestujících na vozíku do a z vozu
- Stanice je přístupná bezbariérově (t.j. přístup z přednádraží do prostoru železniční stanice a na všechna nástupiště pomocí výtahů) včetně bezbariérového WC s náhradním opatřením za pomoci zaměstnance ČD
- Ve stanici je restaurace, rychlé občerstvení, RELAY, prodejny s různým sortimentem, výdejní zásilkový box